# Bjarne Johnsen
Bjarne Johnsen (Bergen, 27 de abril de 1892 — Bergen, 4 de setembro de 1984) foi um ginasta norueguês que competiu em provas de ginástica artística pela nação.
Johnsen é o detentor de uma medalha olímpica, conquistada na edição de 1912, nos Jogos de Estocolmo. Na ocasião, foi o medalhista de ouro da prova coletiva de sistema livre ao lado de seus 23 companheiros de equipe, quando superou as nações da Finlândia e Dinamarca, prata e bronze respectivamente.